# ウッドオフィスグループ
ウッドオフィスグループ株式会社（英称：Wood's Office Group Co.,Ltd.）は、日本の番組制作会社のウッドオフィスが、2009年8月3日付で株式移転により設立した純粋持株会社。
2013年5月WACホールディング株式会社に改称。